# 真命天女
真命天女は、台湾で制作・放送されたテレビドラマシリーズ。日本未公開。
2005年第四四半期から2006年第一四半期にかけて華視と東森電視にて放送され、大きな話題を呼んだ。主演はS.H.EのElla(陳嘉樺)。その他S.H.Eの各メンバーが重要な役柄を担当している。日本ではスカパー!等のCCTV9（現・MATVムービーアジア）で放送され、台湾の2006年電視金鐘奨において多数部門でノミネートされた。なぜか台湾のドラマのはずなのにオープニングの表記などが簡体字表記である。

## 登場人物
- レン・ジェ役：Ella
- シェン・シャオロウ役：Hebe
- チョウ・シンレイ：Selina
- リャン・ジェンハオ役：アンソニー・クオ
- シャオ・ヤーウェイ役：ショウン・チェン
- レン・インジー役：ユィー・ジン
- チョウ夫人役：シュウ・グイイン
- リュウ・シーチアン役：リン・ウェイ
- チェン・カイ役：ディー・チージエ
- シャオ夫人役：チェン・ユーメイ
- チョウ・チェンロン役：シュー・ナイリン

## 真命天女 サウンドトラック
1. 星光 /S.H.E
2. 再一次擁有 /龔詩嘉
3. 我比想像中愛你 /J.S
4. 我給你幸福 /動力火車
5. 只是當時 /Ella
6. 摩天輪 /Hebe
7. 管不著 /Selina
8. 星光 流光飛舞版（演奏曲）
9. 再一次擁有 激情擁抱版（演奏曲）
10. 星光 夜空燦爛版（演奏曲）
11. 再一次擁有 怦然心動版（演奏曲）
12. 只是當時 演奏版
13. 摩天輪 演奏版
14. 管不著 演奏版

## 書籍
- 2005年 真命天女 摘星紀實
- 2005年 真命天女 夢想的雙翼
- 2006年 真命天女 漫畫